# Conophorus rjabovi
Conophorus rjabovi är en tvåvingeart som beskrevs av Paramonov 1929. Conophorus rjabovi ingår i släktet Conophorus och familjen svävflugor. Inga underarter finns listade i Catalogue of Life.